# Philautus fergusonianus
Philautus fergusonianus és una espècie de granota que es troba a Sri Lanka.